# Pargambiran
Pargambiran is een bestuurslaag in het regentschap Dairi van de provincie Noord-Sumatra, Indonesië. Pargambiran telt 1919 inwoners (volkstelling 2010).